# 卡洛斯·多羅薩里奧
卡洛斯·奧古斯丁·多羅薩里奧（葡萄牙語：Carlos Agostinho do Rosário，1954年10月26日—），莫桑比克政治家，莫桑比克解放阵线成员，曾任莫桑比克驻印尼、泰国、马来西亚、新加坡、东帝汶等国大使，曾任莫桑比克总理。

## 個人生活
卡洛斯是一名足球迷，他曾效力於國家青年隊。在駐印尼大使任職期間，他還成立了外交官足球隊。